# Mikayıl Ələkbərov
Mikayıl Məhəmməd oğlu Ələkbərov (ros. Михаи́л (Микаи́л) Маме́дович (Маме́д оглы́) Алекпе́ров, Michaił (Mikaił) Mamiedowicz (Mamied ogły) Alekpierow; ur. w 1924 w miejscowości Saray w Azerbejdżanie, zm. 13 października 1943 w rejonie wierchniednieprowskim) – radziecki żołnierz, czerwonoarmista, Bohater Związku Radzieckiego (1943).

## Życiorys
Był synem azerskiego pracownika przemysłu naftowego. Dzieciństwo i młodość spędził w Baku, po ukończeniu szkoły pracował w przemyśle naftowym, w 1942 został powołany do Armii Czerwonej. Od kwietnia 1943 walczył na froncie, szczególnie wyróżnił się podczas forsowania Dniepru. W nocy na 25 września 1943 jako jeden z pierwszych przeprawił się przez rzekę, rozpoznał obronę przeciwnika i przekazał informacje swojemu dowództwu, następnej nocy z grupą zwiadowców pod osłoną nocy przeprowadził atak na stanowiska ogniowe wroga; podczas walki osobiście zabił czterech i pojmał dwóch niemieckich żołnierzy. Wraz ze zwiadowcami odparł 14 niemieckich kontrataków, w których zginęło jeszcze 10 Niemców. Podczas dalszych walk 30 września 1943 został ciężko ranny i kilkanaście dni później zmarł w szpitalu. Pośmiertnie, 26 października 1943 został uhonorowany tytułem Bohatera Związku Radzieckiego ze Złotą Gwiazdą i Orderem Lenina. Jego imieniem nazwano dwie szkoły.